# ヘクター・ソト
ヘクター・ソト（Héctor Soto, またはスペイン語読み エクトル・ソト、1978年6月20日 - ）は、プエルトリコの元男子バレーボール選手。

## 来歴
2006年世界選手権では総得点271点を叩き出し、ベストスコアラーを受賞した。イタリアのカリャリでプレイしていた。2006-2007シーズンはV・プレミアリーグのパナソニックパンサーズでレフトアタッカーとしてプレイした。
2020年からは、プエルトリコ女子代表のコーチを務めている。

## 人物
- 趣味はゴルフと映画鑑賞で好きな映画は『フォレスト・ガンプ/一期一会』[3]。
- 日本でのプレイについて「来日前は練習が多いと聞いてドキドキしていたが、それほどでもなくて良かった」と言っている。
- 世界バレーでは、バレーシューズではなくJORDANのバスケットシューズを履いていた。本人は「結構履きやすいから気に入っている。」という。しかしチームで契約しているシューズメーカーがあるので日本では、履くことが出来なくなり残念がっていた。
- 大学ではビジネスを専攻していた。

## 球歴
- 世界選手権 - 2006年（ベストスコア）、2010年

## 所属クラブ
- ノリコ・マーサイク （2001-2002年）
- カリャリ・バレー （2002-2006年）
- パナソニック・パンサーズ （2006-2007年）
- ロコモティフ・ノヴォシビルスク （2007-2009年）
- アルカス・スポル・イズミル （2009-2010年）
- 現代キャピタル・スカイウォーカーズ （2010-2011年）
- キャピタネス・デ・アレシボ （2012-2014年）
- メッツ・デ・グアイナボ（2014-2015年）
- キャピタネス・デ・アレシボ （2015-2016年）
- メッツ・デ・グアイナボ（2016-2017年）